# Fulcher ze Chartres
Fulcher ze Chartres (francouzsky Foucher de Chartres, latinsky Fulcherus Carnotensis; kolem 1059 Chartres nebo poblíž – kolem 1127) byl kronikář a účastník první křížové výpravy. Jeho texty jsou psány v latině.

## Život

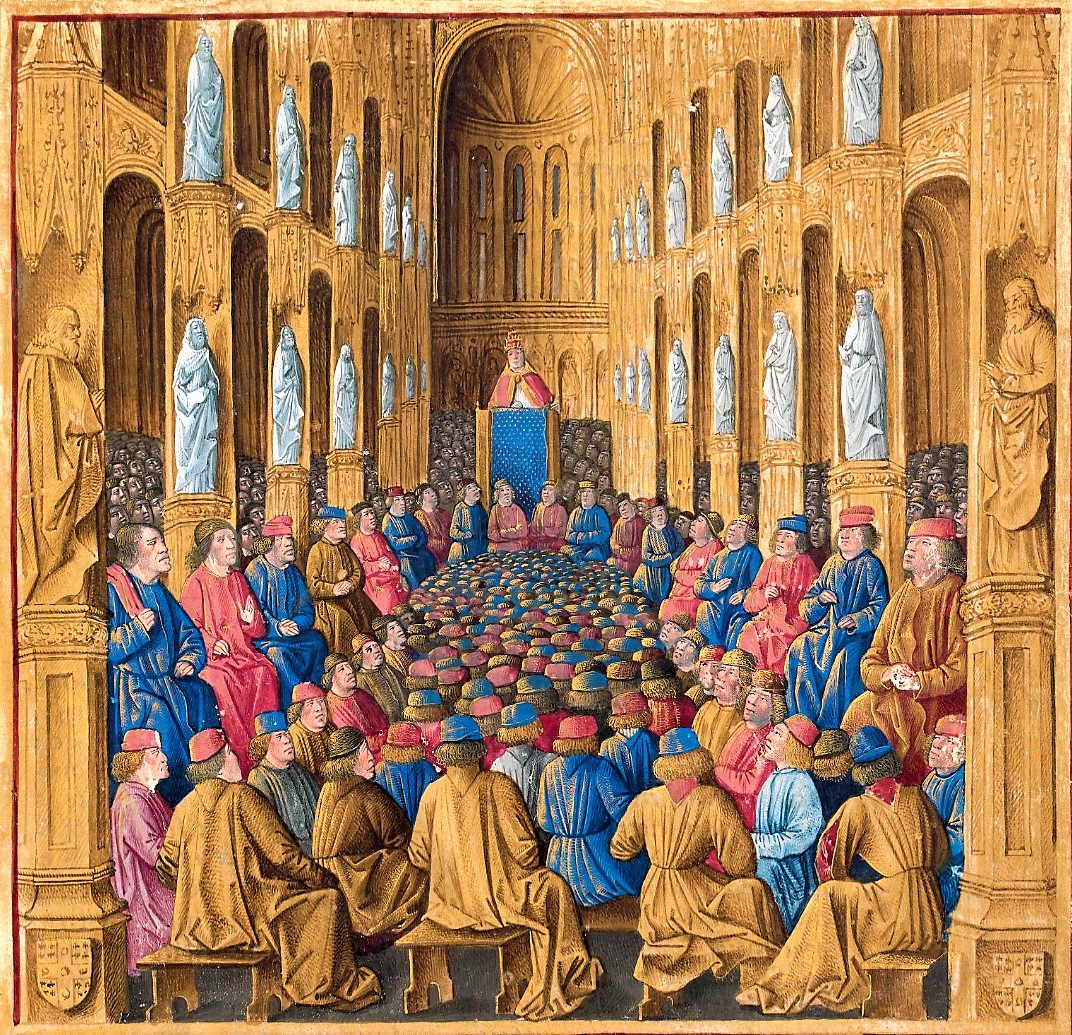
Koncil v Clermontu popisovaný ve Fulcherově kronice vyhlásil první křížovou výpravu

Fulcher ze Chartres studoval na kněze nejspíše v chartresské škole. Pravděpodobně se nikdy ani nestal členem zdejší kapituly, protože jeho jmého není vedeno v záznamech Hodnostářů Církve, Naší Paní chartresské.
Detaily z koncilu v Clermontu v jeho kronice říkají, že koncil navštívil osobně, či znal někoho, kdo se jej osobně účastnil (možná biskupa Iva ze Chartres, který také měl vliv na Fulcherovo smýšlení a názory na církevní reformy a boj o investituru mezi papežem a římsko-německým císařem).
Poté, co byla vypravena první křížová výprava, připojil se Fulcher k doprovodu hraběte Štěpána z Blois a Roberta Normanského, kteří roku 1096 se dali cestou z jižní Francie severní Itálií, vstoupili do Byzantské říše z Bari a roku 1097 dorazili do Konstantinopole, kde se připojili k ostatním účastníkům výpravy. Výprava dále táhla Anatolií do města Kahramanmaraş, kde se kaplan dal do služeb Balduina z Boulogne. Krátce poté hlavní armáda roku 1097 dorazila do Antiochie. Fulcher však následoval svého nového pána, který se oddělil od hlavního vojska, na tažení dále na východ, kde Bladuin odsadil Edessu a založil tak první křižácký stát Edesské hrabství.
Poté, co byl v roce 1099 dobyt Jeruzalém, Balduin i s Fulcherem se tam vydali, aby splnili svou poutnickou povinnost. Když se o rok později stal Balduin jeruzalémským králem, Fulcher byl stále v jeho službách a pravděpodobně pokračoval ve své funkci kaplana až do roku 1115. Poté se stal kanovníkem v Chrámu Svatého hrobu v Jeruzalémě, kde pečoval a zodpovídal za relikvie a poklady, které se nacházely v kostele. Fulcher ze Chartres zemřel někdy na jaře roku 1127.

## KronikaHistoria Hierosolymitana

Křižácké státy na Blízkém východě

Svou kroniku Historia Hierosolymitana (Historie Jeruzalémská) Fulcher začal psát již na podzim roku 1100, nejpozději na jaře 1101 na popud svých přátel, se kterými cestoval na první křížové výpravě, včetně Balduina z Boulogne. Její původní verze se do dnešních dnů nedochovala, ale již za autorova života je kronika dostala do Evropy, kde byla upravována. Kronika byla již roku 1106 dokončena a sloužila jako podklad pro Guiberta de Nogent, Fulcherova současníka v Evropě.
Fulcher ze Chartres měl přinejmenším na starosti jednu knihovnu v Jeruzalémě, ze které měl přístup k dopisům a různým materiálům týkajících se křížové výpravy. V jeho knihovně se nacházela díla jako Historia Francorum od dalšího kronikáře první křížové výpravy Raimonda z Aguilers, který byl ve službách hraběte z Toulouse Raimonda de Saint-Gilles a anonymní Gesta Francorum, které mu sloužily jako zdroj pro události, jichž nebyl očitým svědkem.
Svou kroniku rozdělil do tří svazků. První pojednává o událostech od koncilu v Clermontu až do dobytí Jeruzaléma a zřízení Jeruzalémského království Godefroiem z Bouillonu. To zahrnuje také nadšený popis hlavního města Byzance Konstantinopole. Druhý svazek popisuje činy Balduina z Boulogne, který nastoupil jako král Jeruzaléma po svém bratrovi Godefroiovi od roku 1100 do roku 1118. Třetí a poslední svazek pojednává o životě dalšího jeruzalémského krále a bratrance Balduina I. Balduina II. až do roku 1127, kdy se v Jeruzalémě objevila epidemie, které podlehl i Fulcher ze Chartres. Druhý svazek kroniky je psán v rozmezí let 1109-1115 a třetí svazek v letech 1118-1127.
Fulcherovo dílo je užito mnoha dalšími kronikáři, kteří žili v pozdějších dobách. Vilém z Tyru a Vilém z Malmesbury používali jeho kroniku jako zdroj pro své vlastní práce. Jeho kronika je obecně vzato přesná, i když ne docela. Byla vydána v Recueil des historiens des croisades a Patrologia Latina a kritická edice latinského textu byla vydána Heinrichem Hagenmeyerem v roce 1913.

### Editovaná vydání
- Collection des mémoires relatifs à l'histoire de France. Tome VIII. Paris 1825 (včetně překladu Françoise Guizota)
- Recueil des historiens des croisades. Historiens occidentaux. Tome III. Paris 1866
- Fulcheri Carnotensis Historia Hierosolymitana. Winter, Heidelberg 1913 (Latinský originální text s vysvětlením a dodatkem od Heinricha Hagenmeyera)
- Fulcher of Chartres: A History of the Expedition to Jerusalem 1095–1127. University of Tennessee Press, Knoxville 1969 (překlad: Frances Rita Ryan, vydal H. S. Fink)
- Foucher de Chartres: Histoire de la Croisade. Le récit d'un témoin de la Première Croisade. 1095-1106. Cosmopole, Paris 2001 ISBN 2-84630-001-1 (překlad François Guizot (1825), vydal Jeanne Ménard)
- Fulcheri Carnotensis Historia Hierosolymitana. Biblio-Verlag, Osnabrück (překlad Manfred Hiebl, projekt v přípravě)